# Division de marche du Maroc
Pour les articles homonymes, voir Division du Maroc.
La division de marche du Maroc (DMM) est une grande unité de l'Armée française active en 1942-1943 en Afrique française du Nord, pendant la Seconde Guerre mondiale.
La division est également dénommée 1re division de marche du Maroc.

## Création
La division est créée à partir du groupe mobile de Meknès, créé le 8 novembre 1942. Commandé par le général Mathenet, officier adjoint de la division militaire de Meknès, le groupe mobile est engagé à Port-Lyautey contre les Américains lors de l'opération Torch.
Le groupe mobile forme à partir du 13 novembre la Division A.

## Engagement
Le 5 décembre 1942, l'unité devient la division de marche du Maroc. Elle est alors engagée dans la bataille de Tunisie, rattachée au commandement supérieur des troupes de Tunisie. Le 29 janvier 1943, elle rejoint le XIXe corps d'armée français.
La 1re DMM est dissoute le 15 juin 1943.

## Composition
- 7e régiment de tirailleurs marocains, de novembre 1942 à juin 1943[5]
- 29e régiment de tirailleurs algériens, d'avril à juin 1943[5]
- IIe bataillon du 1er régiment étranger d'infanterie[4], ?
- 2e régiment étranger d'infanterie, en novembre 1942[5]
- 3e régiment étranger d'infanterie, de décembre 1942 à juin 1943[5]
- 2e tabor marocain, de novembre 1942 à avril 1943[5]
- 3e tabor marocain, de novembre 1942 à avril 1943[5]
- 1er groupe de tabors marocains, d'avril à juin 1943[5]
- 1er régiment étranger de cavalerie[4]

- 1er régiment de marche d'artillerie du Maroc, de décembre 1942 à juin 1943[4],[6]